# الجائة (إب)

تعديل مصدري - تعديل

الجائة هي إحدى قرى عزلة ريمان بمديرية إب التابعة لمحافظة إب، بلغ تعداد سكانها 632 نسمة حسب تعداد اليمن لعام 2004.